# Vaso di espansione

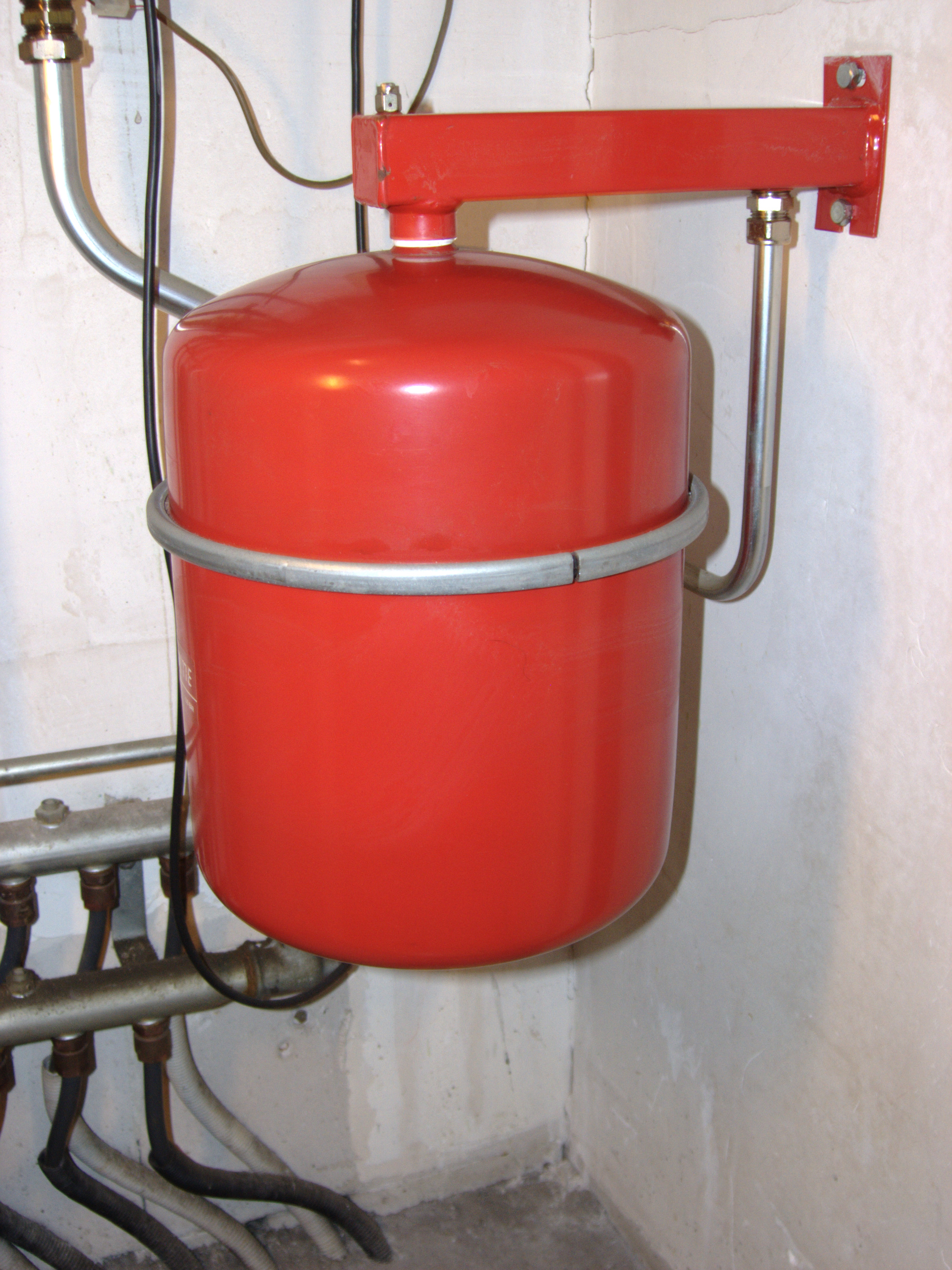
Vaso di espansione installato in impianto idraulico

Il vaso di espansione è un componente idraulico presente nelle caldaie per il riscaldamento domestico, ha la funzione di contenere le variazioni improvvise di pressione del circuito evitando sbalzi e colpi d'ariete, che altrimenti dovrebbero essere assorbiti dall'impianto, con possibili danni allo stesso.
Per la sua logica costruttiva nel gergo di idraulici e caldaisti è talvolta denominato semplicemente "polmone" cioè la membrana gonfiabile  che funge da camera d'aria che però è solo l'elemento centrale del vaso.

## Tipologie
Il vaso di espansione può essere di tipo aperto o chiuso. In ogni caso richiedono manutenzione periodica tra l'altro per verificare la corretta pressione all'interno della membrana e che non sia entrata acqua tra polmone e contenitore. Anche la tenuta della valvola di gonfiaggio è un elemento da controllare periodicamente. Una caduta di pressione (soprattutto che si reitera nel breve periodo) dell'acqua nell'impianto è spesso causato da insufficiente pressione di aria nella membrana o, peggio, infiltrazioni di acqua al suo interno (in pratica ci sono delle perdite della camera d'aria).
- Il vaso aperto pone il fluido a contatto con l'atmosfera. Per assorbire correttamente la pressione del circuito, deve essere collocato nel punto più alto dell'impianto, al di sopra della caldaia e di tutti i termosifoni. In molti casi è anche punto di accesso per il riempimento del circuito. La pressione che si crea in basso nell'impianto è pari a quella della colonna di acqua esistente tra il vaso aperto e la caldaia. Ogni metro di dislivello determina una variazione di pressione di un decimo di atmosfera.

- Il vaso chiuso è costituito da un contenitore rigido diviso in due camere dal volume variabile, una contenente il fluido del circuito (l'acqua, pressoché incomprimibile), l'altra contenente aria o gas (comprimibile) precaricata ad una determinata pressione mediante apposita valvola, analoga a quella degli pneumatici. La divisione tra le due camere può avvenire grazie ad una sacca o ad una membrana elastica. Una variazione di pressione porta la sacca a variare di volume, andando a compensare la variazione di pressione. Maggiore sarà il volume della sacca (polmone), maggiore sarà la capacità di compensare i cambiamenti. Questo tipo di vaso può essere collocato in qualsiasi punto del circuito.

## Applicazioni
I vasi di espansione sono comunemente utilizzati:
- Nelle caldaie domestiche, per compensare le variazioni di pressione dovute a differenze di temperatura o ad una brusca variazione del flusso del fluido (colpo d'ariete).
- Nei circuiti di raffreddamento delle automobili, anche qui per compensare gli effetti della dilatazione termica.
- Negli impianti di irrigazione, sia per evitare i colpi d'ariete, sia per facilitare la regolazione della pressione tramite un pressostato che comanda il motore della pompa.
- In oleodinamica si utilizzano dei componenti analoghi, gli accumulatori idraulici, i quali sono basati sullo stesso principio di funzionamento, ma presentano caratteristiche costruttive differenti. Le pressioni in gioco sono più alte, arrivano tranquillamente a 200 bar, quindi il gas utilizzato non è più l'aria che a quelle pressioni potrebbe causare fenomeni di autocombustione, ma l'azoto o altri gas inerti. Inoltre a queste pressioni non è possibile implementare la versione aperta.

## Normativa
I vasi di espansione sono regolati dalla Direttiva apparecchi a pressione 2014/68 UE (Pressure Equipment Directive, PED), la norma armonizzata di riferimento è la EN13831. I vasi destinati a contenere acqua potabile sono soggetti inoltre a normative nazionali di potabilità (D.M. 174/2004 in Italia; ACS in Francia, WRAS nel Regno Unito, KTW in Germania).

## Manutenzione
Questo dispositivo non richiede particolari cure nella manutenzione, ma necessita di controlli periodici, sia per la verifica della corretta comunicazione con il resto dell'impianto, sia per accertarsi del regolare livello di gonfiaggio (nel caso fosse del tipo chiuso).
Le versioni chiuse hanno generalmente una camera d'aria, che deve essere gonfiata prima di mettere in esercizio il vaso d'espansione e ricontrollata periodicamente, in quanto può perdere pressione dalla valvola, oppure rompersi, per effettuare questi controlli è necessario rimuovere il vaso d'espansione oppure svuotare e lasciare aperto l'impianto ad esso collegato o escludere il vaso d'espansione tramite rubinetti e svuotarlo dal liquido rimanente.

Per il ripristino della pressione può essere richiesto l'uso di strumenti differenti, dalla pompa manuale ad un compressore dell'aria, il comportamento che si verifica durante il gonfiaggio permettono la comprensione sullo stato del vaso d'espansione.